# Municipio de Montana (condado de Jewell)
El municipio de Montana (en inglés: Montana Township) es un municipio ubicado en el condado de Jewell en el estado estadounidense de Kansas. En el año 2010 tenía una población de 73 habitantes y una densidad poblacional de 0,77 personas por km².

## Geografía
El municipio de Montana se encuentra ubicado en las coordenadas 39°57′56″N 98°6′29″O / 39.96556, -98.10806. Según la Oficina del Censo de los Estados Unidos, el municipio tiene una superficie total de 94.44 km², de la cual 94,02 km² corresponden a tierra firme y (0,45 %) 0,42 km² es agua.

## Demografía
Según el censo de 2010, había 73 personas residiendo en el municipio de Montana. La densidad de población era de 0,77 hab./km². De los 73 habitantes, el municipio de Montana estaba compuesto por el 98,63 % blancos, el 1,37 % eran de otras razas. Del total de la población el 1,37 % eran hispanos o latinos de cualquier raza.